# Rauhiella
Rauhiella es un género con tres especies de orquídeas . Es originario del este de Brasil.

## Descripción
El tamaño y las flores de estas plantas se asemejan a los de Chytroglossa, y fácilmente puede apreciarse la diferencia por las flores, cuya columna es torcida hacia un lado, al igual que ocurre en Mormodes.
Presenta pseudobulbos pequeños rematados por una sola hoja, carnosa plana, alargada, lanceolada, pseudopeciolada, bordeada por dos a cuatro vinas de hojas imbricadas, con el mismo aspecto y tamaño de las hojas formando una especie de límites en los que los pseudobulbos son casi imperceptibles. La inflorescencia es racemosa y surgen de las axilas de estas vainas, contiene alrededor de una docena de pequeñas flores algo llamativas y con brácteas lepantiformes en la base del pedúnculo.
Las pequeñas flores son bastante complicadas y muy interesantes. Los sépalos y pétalos son de color verde y se parecen, son muy abiertos, lineales, membranosos, algo translúcidos, con un engrosamiento en la quilla central o nervio central visible en la parte posterior, los pétalos algo más pequeños y más estrechos en algunas especies, más amplio que en otras, muy gruesos en la base, casi formando un callo. El labio es algo trilobulado con lóbulos laterales un tanto elevados, contiene uno o dos callos transversales en el disco o se levanta cerca de la base, sus márgenes son irregulares, por lo general de color blanco, amarillo o verde en el centro, o púrpura o manchas marrones. La columna es larga, torcida hacia un lado, sin alas, pero con un montón de menores márgenes engrosados cerca de la base formando una especie de aurícula o  diente hacia abajo.

## Distribución y hábitat
Este género incluye tres especies de pequeño tamaño, de hábitos epífitas y de crecimiento cespitoso, se encuentra desde el noreste al sureste y sur de Brasil, donde suelen aparecer bajo la sombra en el bosque húmedo de Serra do Mar.

## Evolución, filogenia y taxonomía
Fue propuesto por Pabst y Braga en Jahrbücher für Botanische Systematik, Pflanzengeographie Pflanzengeschichte und 99: 143, en el año 1978. La especie tipo es Rauhiella brasiliensis Pabst & Braga.

## Especies deRauhiella
- Rauhiella brasiliensis  Pabst & Braga (1978) - especie tipo
- Rauhiella seehaweri  (I.Bock) Toscano & Christenson (2001)
- Rauhiella silvana  Toscano (1993)